# 門部王 (天武天皇裔)
門部王（かどべおう、生没年不詳）は、奈良時代の皇族。太政大臣・高市皇子の子。官位は従四位上・治部卿。

## 経歴
和銅6年（713年）二世王としての蔭位により従四位下に直叙され、養老5年（721年）大判事に任ぜられる。
神亀3年（726年）聖武天皇の播磨国印南野（明美台地）への行幸のために、造頓宮司に任ぜられる。天平3年（730年）正月に従四位上に叙せられた。また同年12月には、甲斐国守・田邊広足らが進上した黒い身体に白いたてがみと尾を持つ神馬について、『援神契』（『孝経』）によると「徳が山陵に至ると神馬が現れる」とあり、実に大瑞である旨の奏上を行っている。

## 官歴
『続日本紀』による。
- 和銅6年（713年） 正月23日：従四位下（直叙）
- 養老5年（721年） 6月26日：大判事
- 神亀3年（726年） 9月27日：造頓宮司
- 天平3年（730年） 正月27日：従四位上。12月21日：見治部卿